# 히나가타 아키코
히나가타 아키코(일본어: 雛形 あきこ, 1978년 1월 27일 ~ )는 일본의 배우, 탤런트, 전 그라비아 아이돌이다. 도쿄도 에도가와구 출신이다.

## 출연

### 영화
- 벼룩 잡는 사무라이 (2018)